# Clinopodium selerianum
Clinopodium selerianum là một loài thực vật có hoa trong họ Hoa môi. Loài này được (Loes.) Govaerts mô tả khoa học đầu tiên năm 1999.